# Moravský Krumlov
Moravský Krumlov település Csehországban, a Znojmói járásban. Moravský Krumlov Olbramovice, Lesonice, Ivančice, Jamolice, Vedrovice, Nové Bránice, Rybníky, Trboušany, Dobřínsko és Jezeřany-Maršovice településekkel határos. Lakosainak száma 5707 fő (2024. január 1.).

## Népesség
A település lakosságának változását az alábbi diagram mutatja:
| Lakosok száma | 3020 | 3398 | 4177 | 3784 | 5590 | 6102 | 5812 | 5729 | 5606 | 5707 |
|               | 1869 | 1890 | 1921 | 1950 | 1980 | 2001 | 2017 | 2019 | 2022 | 2024 |